# Saltnes (Faeröer)
Saltnes is een dorp dat behoort tot de gemeente Nes kommuna in het zuidwesten van het eiland Eysturoy op de Faeröer. Saltnes heeft 156 inwoners. De postcode is FO 656. Saltnes ligt aan de ingang van het langste Faeröerse fjord, Skálafjørður.